# Curtiss-Wright VZ-7
Curtiss-Wright VZ-7 — экспериментальный летательный аппарат вертикального взлета и посадки. Разработан в 1958 году фирмой Curtiss-Wright для оценочных испытаний в интересах армии США. В терминологии того времени данный тип аппаратов обозначался как «летающий джип». Прошел испытания, серийно не строился.

## Разработка и конструкция аппарата
Аппарат представлял собой несущую раму, на которой монтировался турбовинтовой двигатель, четыре несущих винта малого диаметра (по два с каждой стороны), рабочее место пилота, топливный бак, шасси и система управления. Управление осуществлялось дифференциальным изменением шага винтов и рулевой пластиной, расположенной в выхлопной струе двигателя.
В 1958—1960 годах два прототипа были испытаны армией США. Несмотря на то, что аппарат оказался хорошо управляемым и простым в пилотировании, его характеристики не устроили заказчика. Проект был закрыт.

## Летно-технические характеристики
- Экипаж: 1
- Длина: 5,18 м
- Ширина: 4,87 м
- Высота: 2,83 м
- Силовая установка: 1 × турбовальный Turbomeca Artouste IIB мощностью 430 л. с.
- Максимальная скорость:51 км/ч
- Практический потолок: 60 м